# Tenegüime
Tenegüime är en park i Spanien.   Den ligger i provinsen Provincia de Las Palmas och regionen Kanarieöarna, i den sydvästra delen av landet, 1 500 km sydväst om huvudstaden Madrid. Tenegüime ligger 360 meter över havet.
Terrängen runt Tenegüime är huvudsakligen kuperad, men österut är den platt. Tenegüime ligger uppe på en höjd.  Närmaste större samhälle är Arrecife, 14,8 km söder om Tenegüime. Omgivningarna runt Tenegüime är i huvudsak ett öppet busklandskap.